# Edifici d'habitatges a la plaça Cabrinetty, 6 (Puigcerdà)
L'Edifici d'habitatges a la plaça Cabrinetty, 6 és una obra modernista de Puigcerdà (Baixa Cerdanya) inclosa a l'Inventari del Patrimoni Arquitectònic de Catalunya.

## Descripció
Construcció de planta baixa i dos pisos. A la planta baixa el pla de façana està retranquejat en relació amb els pisos superiors, la façana dels quals recolza damunt d'uns pilars de pedra, amb el que queda conformada una porxada que s'integra a la del conjunt de la plaça. Hi ha dues obertures per planta amb balconada correguda de ferro. El ràfec està ornamentat amb una sanefa retallada. També està ornamentada la biga que, col·locada damunt dels pilars, sosté la façana superior. Hi ha esgrafiats a tota la façana.